# Gustaf Oskar Andersson Malme
Gustaf Oskar Andersson Malme (Stora Malm, Södermanland, Suecia 24 de octubre de 1864 - 5 de marzo de 1937) fue un botánico, micólogo y briólogo sueco.
Hijo del agricultor Anders Jonsson. En 1885 deja Norrköpings y continua sus estudios en la universidad de Upsala. Aprueba su Bachillerato en 1888, y su Ph.D. en 1892. Trabaja en el Museo Sueco de Historia Natural (Naturhistoriska riksmuseet).
Su primer cátedra la da en el "Regnellian Amanuensis", de 1895 a 1901.
En 1904-1905 es curador sustituto de Botánica. De 1905 a 1911 es Conferencista en biología y química en el "Högre latinläroverket Norrmalm" de Estocolmo, y en Zoología y Biología en el "Colegio de Entrenamiento Docente de Estocolmo" de 1911 hasta su retiro en 1930. Después de retirado, Malme nuevamente es Regnellian Amanuensis hasta el 5 de marzo de 1937, cuando fallece repentinamente a los sesenta y dos años.
Con Carl A.M. Lindman, Gustaf Malme fueron los primeros en recibir fondos de exploración de la entidad creada por Anders Fredrik Regnell (1807-1884). El pensamiento de Regnell, de acuerdo al documento de 1872 estatuyendo las condiciones para su donación , era que el investigador recolectara plantas de Brasil, u otros países intertropicales, durante un periodo de dos años. Entonces entre 1892 y 1894, Malme y Lindman llevan a cabo una expedición regneliana a Brasil: Rio Grande do Sul, Mato Grosso, y centro de Paraguay. Se afirma qu ambos botánicos no se llevaban bien, pero el resultado fue exitoso, con más de 5.000 especímenes colectados.
Malme vuelve a Brasil nuevamente en una expedición botánica regneliana, entre 1901 y 1903; por Rio Grande do Sul, Mato Grosso; y en Argentina en la zona del Aconcagua, provincia de Mendoza y una corta estada en Paraguay. Su plan original era arrancar con dos meses en Rio Grande do Sul para completar algunas investigaciones previas. Luego planeaba ir al Aconcagua en los Andes argentinos, más adelante al Estado brasileño de Mato Grosso. Pero su realidad fue permanecer seis meses en Rio Grande do Sul. Y el viaje al Aconcagua, en la frontera disputada entre Argentina y Chile, aparecía demasiado riesgosa por la amenaza de guerra. Y el Mato Grosso quedó fuera de la cuestión debido a la guerra civil.
Malme usa la extensa estada en Rio Grande do Sul para explorar Cachoeira y Cruz Alta. Debido a una plaga debe permanecer cinco días en cuarentena en la isla de Flores (Uruguay) en su ida a Buenos Aires. Así pierde el vapor al Mato Grosso, y no había información de una siguiente salida. Entonces toma un barco a ruedas hacia Paraguay, pensando en la posibilidad de viajar en un carguero a Corumbá en Mato Grosso. Y así ocurre. En su descripción de las jornadas publicadas en Vetenskapsakademiens Årsbok 1904, Malme escribe lo siguiente sobre su estada en Paraguay:

" No había razón para rechazar una corta estadía en Paraguay. Por el Profesor Dr. J. D. Anisits, a quien conocía de mi previa visita, fui cordialmente recibido, y en nombre del "Riksmuseum" recibí una considerable colección de fanerógamas de la muy poco examinada parte noroeste de Paraguay."

En Cuíaba, Mato Grosso, Malme establece que la guerra civil ha hecho cuantiosos estragos. Ni siquiera había caballos que necesitaba para transportar su equipaje, porque habían sido muertos o vendidos durante el conflicto. Finalmente puede llegar a Santa Anna da Chapada, a 100 km de Cuíaba. Allí gratamente acepta la oferta del párroco de alojarse en la iglesia, ya que

"...muchas viviendas estaban decrépitas, e imposibles de habitar para alguien necesitado incesantemente de proteger las colecciones del daño. "

Malme describe los alrededores de Santa Anna como "un inagotable campo para un botánico". Así sus colecciones crecen tan rápidamente que en un mes después de arribado, debe retornar a Cuíabá para acomodar y empacar los especímenes. Luego de un mes adicional en Santa Anna, Malme había planeado viajar a Buenos Aires para recomenzar las excursiones a los Andes y estudiar la flora andina. Pero otra vez fracasa. Esta vez es el bajo nivel del río Paraguay que combinado con otra nueva plaga, causa una larga permanencia en Cuíaba. Luego, las condiciones le permiten llegar al Aconcagua a ca. 3.000 m s. n. m.; con vegetación muy rala, con solo 50 o más fanerógamas conocidas en el área. La colección de Malme se enriquece con 130 especímenes de las cuales solo una era un helecho. La colección total fue de ca. 2600 especímenes durante toda la expedición sudamericana.
Gracias a sus exploraciones en Sudamérica y su extensa labor en el herbario regneliano, Malme es un eminente experto en la flora sudamericana. En la revista "Kungliga Svenska Vetenskapsakademiens Handlingar", donde Malme publica más de cien artículos.
Se especializó en la familias botánicas de Asclepiadaceae, Xyridaceae, Asteraceae, y además experto en líquenes - uno de los más prominentes de la época - publicando:
- Lichenes suecici exsiccati (40 fascículos, 1897-1926)
- Lichenes Austroamericani ex Herbario Regnelliano (13 fascículos, 1924-1936)

Sus colecciones de líquenes se conservan en el "Departamento de Botánica Criptogámica", del Museo Sueco de Historia Natural.
En IPNI existen 1.443 registros de especies y de tribus identificadas y nombradas por el autor.

## Honores

### Eponimia
Cinco géneros botánicos se nombraron en su honor. Y dos géneros de líquenes (Malmella, Malmia) y un género de hongos (Malmeomyces). Malmea (Annonaceae) es descripto en 1905 por R.E.Fr. (1876-1966). El espécimen tipo del género elegido por Fries, con el que identificó a Malmea obovata, está hoy en el Museo Sueco de Historia Natural. Y Malmeanthus (Asteraceae) también fue nombrado en su honor.
- La abreviatura «Malme» se emplea para indicar a Gustaf Oskar Andersson Malme como autoridad en la descripción y clasificación científica de los vegetales.[1]